# Ююкін Михайло Онисимович
Миха́йло Они́симович Юю́кін (рос. Михаил Анисимович Ююкин; * 1911 — † 5 серпня 1939) — радянський льотчик-бомбардуральник, батальйонний комісар.
Учасник боїв на Халхін-Голі. 5 серпня 1939 року спрямував літак СБ, що палав, на японську вогневу точку. Це був перший таран наземної цілі, здійснений радянським льотчиком.
Посмертно нагороджено орденом Леніна.